# Cambarus parrishi
Cambarus parrishi är en kräftdjursart som beskrevs av Hobbs 1981. Cambarus parrishi ingår i släktet Cambarus och familjen Cambaridae. IUCN kategoriserar arten globalt som otillräckligt studerad. Inga underarter finns listade i Catalogue of Life.